# كريس تايلور (لاعب كرة قدم أمريكية)
كريس تايلور (بالإنجليزية: Chris Taylor)‏ هو لاعب كرة قدم أمريكية أمريكي، ولد في 7 نوفمبر 1983.

## وصلات خارجية
- كريس تايلور على موقع مرجع كرة القدم المحترفة.كوم (الإنجليزية)